# Pirostilpnita
La pirostilpnita és un mineral que pertany al grup proustita, de la classe dels sulfurs. Rep el seu nom del grec piros, foc, i stilpnos, brillant. Va ser descoberta l'any en una mina de coure del districte de Freiberg, a les Muntanyes Metal·líferes, Alemanya.

## Característiques
És un sulfur amb anions addicionals d'antimoni i cations d'argent. El grup de la proustita en què s'enquadra són tots els sulfurs d'argent amb anions addicions d'antimoni o arsènic. És del dimorf monoclínic de la pirargirita, mineral de la mateixa fórmula química, Ag₃SbS₃, però que cristal·litza en sistema cristal·lí trigonal. D'una àmplia distribució mundial, és extreta a les mines com a mena de plata.
Segons la classificació de Nickel-Strunz, la pirostilpnita pertany a «02.GA: nesosulfarsenats, nesosulfantimonats i nesosulfbismutits sense S addicional» juntament amb els següents minerals: proustita, pirargirita, xantoconita, samsonita, skinnerita, wittichenita, lapieita, mückeita, malyshevita, lisiguangita, aktashita, gruzdevita, nowackiita, laffittita, routhierita, stalderita, erniggliita, bournonita, seligmannita i součekita.

## Formació i jaciments
Es forma en filons hidrotermals de baixa temperatura com a mineral primari de les últimes etapes de formació hidrotermal. Sol trobar-se associada a altres minerals com: pirargirita, stephanita, acantita, plata nativa, miargirita, xantoconita, andorita o fizelyita.